# فرودگاه مولسون لیک
فرودگاه مولسون لیک (به انگلیسی: Molson Lake Airport) یک فرودگاه همگانی است که یک باند فرود شن دارد و طول باند آن ۱۳۲۹ متر است. این فرودگاه در کشور کانادا قرار دارد و در ارتفاع ۲۲۹ متری از سطح دریا واقع شده‌است.